# Лиссабонский потрошитель
Лиссабонский потрошитель (порт. Estripador de Lisboa) — неопознанный серийный убийца, в 1992—1993 годах убивший трёх женщин в Лиссабоне.

## Преступления
Первой жертвой стала Мария Валентина, по прозвищу «Тина». Тело 22-летней женщины было найдено 31 июля 1992 года в салоне в Повуа-де-Санту-Адриан. Она была задушена, зарезана, а некоторые внутренние органы были удалены.
Второй жертвой стала Мария Фернанда. Тело 24-летней женщины было найдено 27 января 1993 года в салоне на площади Praça de Entrecampos. Она также была порезана, и некоторые внутренние органы были удалены. Третьей и последней жертвой стала 27-летняя Мария Жоао, чьё тело было найдено 15 марта 1993 года, недалеко от местонахождения первой жертвы. Как и предыдущие жертвы, она была порезана, но на этот раз почти все её органы были удалены.
Все найденные жертвы были молодыми брюнетками по имени Мария, которые, как утверждалось, были проститутками и наркоманками, которые были разрезаны острым предметом, не являющимся ножом.
На местах преступлений было мало или вообще не было доказательств: ни крови (кроме крови жертв), ни волос, ни следов, ни отпечатков пальцев, ни частиц материала перчаток. Полиция имела несколько подозреваемых, но против них не было никаких доказательств.
Две другие предполагаемые проститутки также были найдены мёртвыми. Также были 4 похожих убийства в Чехии, Нидерландах, Дании и Бельгии. Есть предположения о деятельности Лиссабонского потрошителя в 1998 году в Нью-Бедфорде, Массачусетс.
ФБР связало  убийства Лиссабонского потрошителя с аналогичными убийствами, совершёнными неизвестным маньяком  в Нью-Бедфорде, где существует большая португальская диаспора. Однако жертвы в Португалии были сильно изувечены, чего не случилось в Нью-Бедфорде, поэтому агенты ФБР вернулись в США, а личность убийцы осталась неизвестной. Убийца с шоссе на Нью-Бедфорд также остался неопознанным.